# Dilar kanoi
Dilar kanoi är en insektsart som först beskrevs av Nakahara 1955.  Dilar kanoi ingår i släktet Dilar och familjen Dilaridae. Inga underarter finns listade i Catalogue of Life.